# Árkád (építészet)

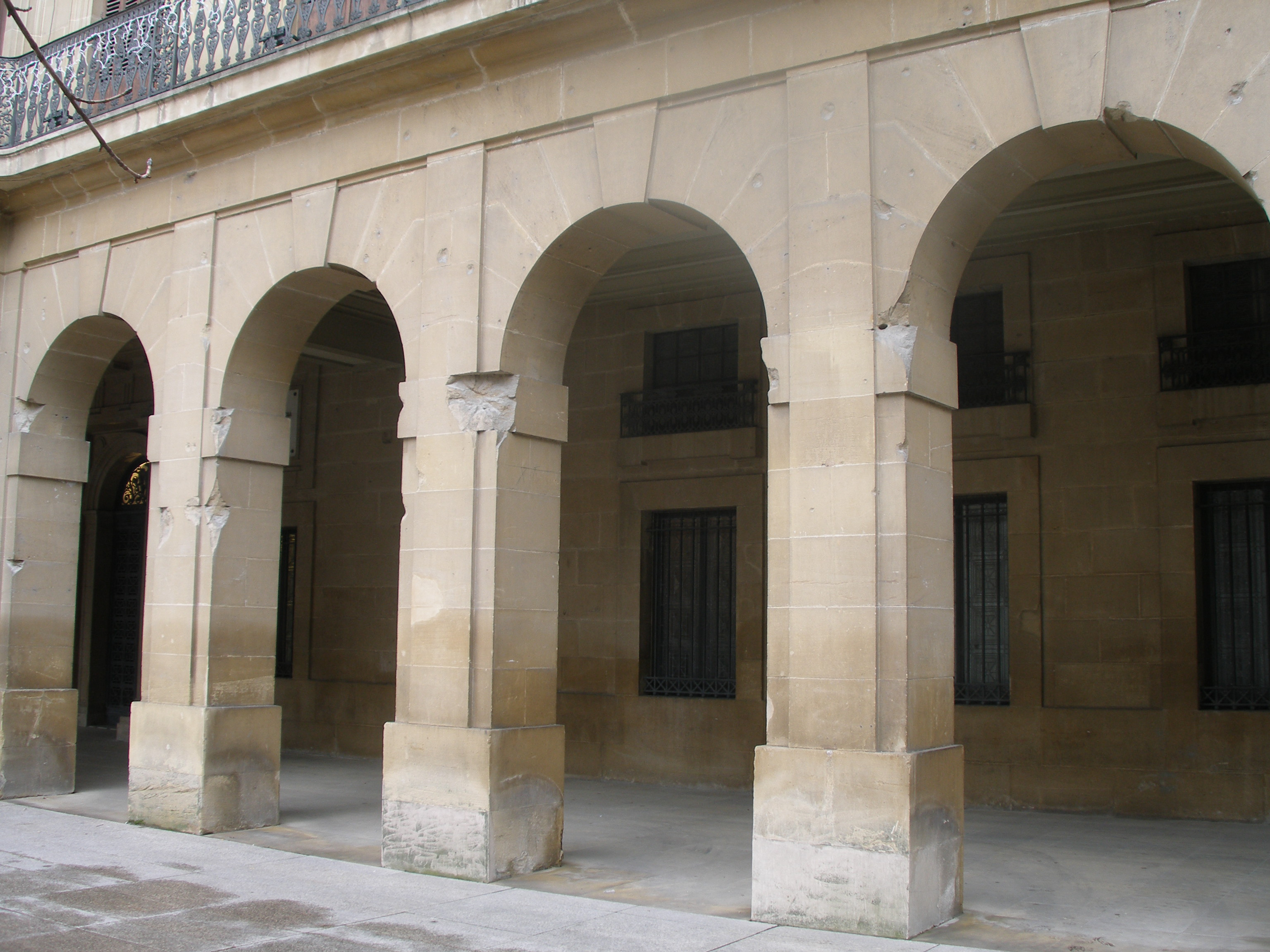
Árkádsor a pamplonai Palacio de Navarra homlokzatán

Az árkád vagy ív, ívezet, ívsor, ívtornác szoros értelemben véve egy pilléreken vagy oszlopokon nyugvó ív, amely lehet nyílt vagy vak (utóbbi neve arcade aveugle). Tágabb értelemben több ív egymásutánját, egy egész ívsort értünk az elnevezés alatt, illetve jelentheti azt az egész folyosót vagy tornácot is, amelyet a nyílt árkádok a homlokzat vagy udvar falával együtt képeznek.
Már a klasszikus építészet alkalmazta az árkádokat, például az amfiteátrumok homlokzatain.